# Бабушка (играчка)
Бабушке или матрјошке (бабушка на руском значи „бака”; рус. матрёшка, хип. од имена Матрёна — Матрјона, на српском „матријархат”) руска је дрвена играчка која се састоји од лутака које се расклапају, и унутар којих се налазе мање лутке. Матрјошка је правилнији израз, јер фигурица представља мајку а не баку. Обично је уклопљено макар 2–6 лутака, мада неке имају и преко 30. Увек се израђују у цилиндричној форми. Лутке немају руке, већ су оне само насликане. Традиционално се на луткама сликају прикази жена у разнобојној народној ношњи, али се могу приказивати и мушкарци. Теме су разноврсне; то могу бити ликови из народних бајки, све до приказа савремених политичара. Матрјошке су један од најпопуларнијих сувенира Русије. 
Постоје теорије да су систем лутки-матрјошки Руси преузели из Јапана после Руско-јапанског рата.
Први примерци руских матрјошки појавили су се 1890их. Приписују се дрводељи В. П. Звјоздочкину и професионалном уметнику Сергеју Маљутину. Матрјошке су приказане 1900. на Светској изложби у Паризу, где су награђене бронзаном медаљом. Ускоро, ове лутке су почеле да се израђују широм Русије. Матрјошке су рађене прилично квалитетно, ручни рад, са бојењем и лакирањем дрвета. Постоје и матрјошке које нису лакиране и обојене — дрворезане.

## Галерија
- Пример руских бабушки
- Јапанске бабушке
- Сувенири у Кијеву у Украјини.
- Пет бабушки